# Herbert Scheller

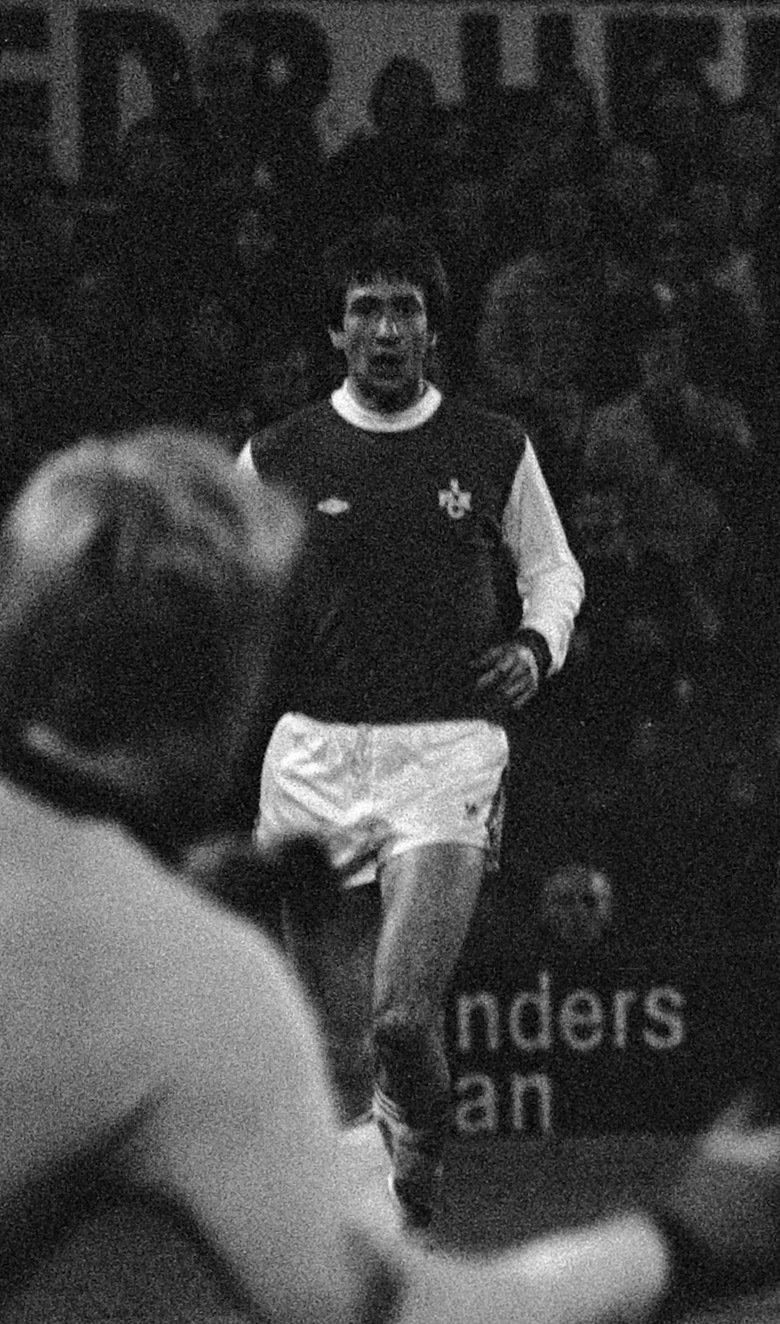
Herbert Scheller (1976)

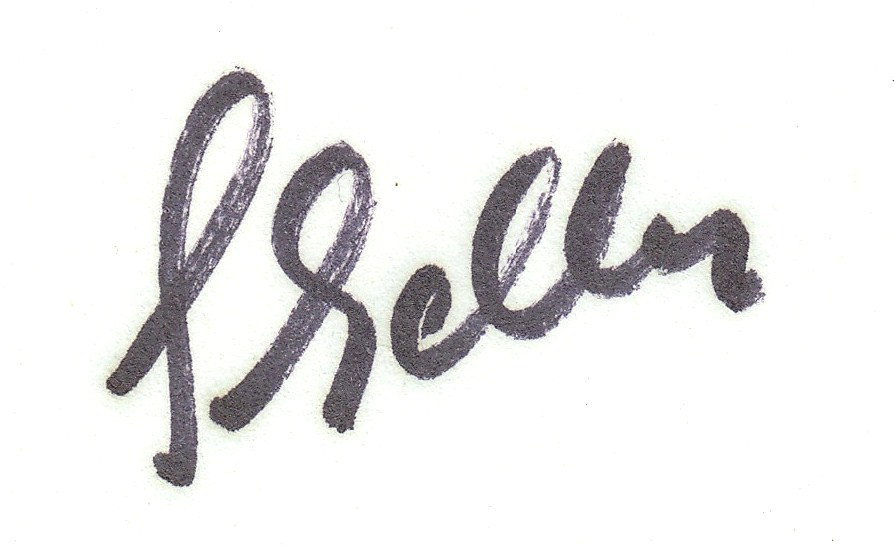
Autogramm von Herbert Scheller aus der Saison 1977/78

Herbert Scheller (* 19. Mai 1948 in Gimbsheim; † 19. April 2023) war ein deutscher Fußballspieler, der überwiegend auf der Position des Verteidigers spielte, aber den Typ des Defensivallrounders mit Torgefahr verkörperte. In der Fußball-Bundesliga absolvierte der „Spätberufene“ – er debütierte erst mit 28 Jahren in der Bundesliga – beim 1. FC Kaiserslautern und TSV München 1860 insgesamt 113 Ligaspiele und erzielte zwölf Tore. Seine höherklassige Laufbahn eröffnete Scheller in der Saison 1970/71 bei Mainz 05 in der zweitklassigen Fußball-Regionalliga Südwest. Mit den Nullfünfern gewann er unter Trainer Bernd Hoss 1972/73 die Südwestmeisterschaft und kehrte zur Runde 1981/82 zum Bruchwegstadion zurück.

## Laufbahn

### Mainz: 1. Abschnitt, 1970 bis 1976
Scheller kam 1970 von seinem Heimatverein SV 1911 Gimbsheim aus der 2. Amateurliga Rheinhessen (8. Platz) zum 1. FSV Mainz 05 in die damals zweitklassige Regionalliga Südwest. Der Mann aus Gimbsheim war zunächst sechs Jahre – die vier letzten Jahre der Regionalliga und die zwei Startjahre der neu eingeführten 2. Fußball-Bundesliga – bei den Rheinhessen im Einsatz. Der aggressive Zweikämpfer, aber auch mit spielerischem Vermögen ausgestattet, wurde dank seiner herausragenden Willenskraft sofort Stammspieler und entwickelte sich schnell zu einem unverzichtbaren Führungsspieler. Unter Trainer Erich Gehbauer bestritt der Neuzugang alle 30 Ligaspiele (3 Tore) in seiner ersten Runde in Mainz und belegte mit den Nullfünfern den 7. Rang in der Südwest-Regionalliga. Im zweiten Trainerjahr von Bernd Hoss gewann er 1972/73 mit Mannschaftskollegen wie Willi Löhr, Herbert Renner, Gerd Klier und Manfred Kipp die Meisterschaft und trat mit Mainz auch in der Bundesligaaufstiegsrunde gegen die Konkurrenten Fortuna Köln, Karlsruher SC und Blau-Weiß 90 Berlin an. Nach vier Runden beendete Scheller die zweitklassige Regionalligaära im Sommer 1974 nach 114 Ligaeinsätzen und 20 Toren.
Jetzt ging es 1974/75 in der 2. Bundesliga weiter und Scheller erlebte bei Mainz 05 Turbulenzen auf der Trainerbank. Für Neutrainer Uwe Klimaschefski war bereits nach acht Spieltagen seine Zeit am Bruchweg vorbei, die Nullfünf-Profis stimmten mit 16:0 für seine Ablösung. Scheller wird dazu zitiert: „Es gibt sicher niemanden, der nicht froh über die Trennung wäre. Klimaschefskis Training war in Ordnung, aber menschlich stimmte es nicht.“ Gerd Higi übernahm die Mannschaft als Interimstrainer, ehe Gerd Menne am zwölften Spieltag seinen Einstand gab. Mit 38:38 Punkten belegten die Nullfünfer am Rundenende in der Debütsaison der 2. Bundesliga den 11. Rang und Scheller hatte in 30 Ligaeinsätzen acht Tore erzielt. Die nachfolgende Runde, 1975/76, brachte aber nicht die erhoffte Ruhe zu den Nullfünfern. Im Trainerbereich genauso wie in den Finanzen nicht. Kurz vor der Winterpause zog es Gerd Menne zum FC Augsburg und Spielleiter Gerd Higi betreute das Team in den drei Spielen vor der Winterpause und übergab dann zur Rückrunde an Horst Hülß. Da bei einer außerordentlichen Generalversammlung am 25. März 1976 Schulden in Höhe von 600.000 DM publik wurden, wurde Anfang Juni auf den Lizenzantrag für die nächste Runde verzichtet und so ging es für Mainz 1976/77 in der Amateurliga weiter. Nicht aber für Herbert Scheller, er unterschrieb bei den „Roten Teufeln“ einen Vertrag und wurde somit Bundesligaspieler beim 1. FC Kaiserslautern.

### Kaiserslautern und München 1860, 1976 bis 1981
Unter Trainer Erich Ribbeck debütierte der Neuzugang aus Mainz am Starttag der Saison 1976/77, den 14. August 1976, bei einer 1:3-Auswärtsniederlage beim 1. FC Köln in der Bundesliga. Neben Leistungsträgern wie Ronnie Hellström, Werner Melzer, Johannes Riedl, Josef Pirrung und dem 19-fachen Torschützen Klaus Toppmöller absolvierte Scheller 21 Bundesligaspiele. Die Lauterer belegten den unbefriedigenden 13. Rang und Scheller war letztmals am 14. Mai 1977 bei einer 1:3-Heimniederlage gegen Eintracht Braunschweig zum Einsatz gekommen. Er wurde in der 64. Minute für Jürgen Groh eingewechselt.
Nach nur einer Runde beim 1. FC Kaiserslautern wechselte Scheller zum gerade in die Bundesliga aufgestiegenen TSV 1860 München, bei dem er vier Jahre unter Vertrag stand und eine erfolgreiche Zeit erlebte. Mit Ausnahme der Zweitligasaison 1978/79, in der Scheller in allen 38 Spielen zum Einsatz kam und beim Gewinn der Meisterschaft und der Rückkehr in die Bundesliga ein Tor erzielte, absolvierte er in den restlichen drei Jahren 92 Bundesliga-Spiele, in denen er elf Treffer erzielte. Allein in der Rückrunde 1980/81 war er fünfmal erfolgreich – und konnte dennoch den Abstieg der Sechziger nicht verhindern.
Die wichtigsten Treffer seiner Karriere erzielte Scheller im Doppelpack.
Ein doppelter Torerfolg in der Bundesliga gelang ihm erstmals beim 3:1-Sieg gegen den FC Bayern München am 15. Spieltag der Saison 1977/78. Noch nie hatte ein Münchner Derby in der Bundesliga unter einer schlechteren Tabellensituation der beiden Vereine stattgefunden. Vor dem Spiel belegte 1860 hoffnungslos mit nur drei Punkten (aus drei Remis und elf Niederlagen) den letzten Platz, während die Bayern sich auf einem ungewohnten 14. Platz wiederfanden. Während die Bayern in der ersten Halbzeit drückend überlegen waren, dabei aber nur ein Tor zum 1:0-Pausenstand erzielten, kam 1860 wie verwandelt aus der Kabine. In der ersten Minute nach Wiederanpfiff überwand Scheller Torwartlegende Sepp Maier mit einem strammen Schuss aus 20 Metern. Nachdem Alfred Kohlhäufl die Löwen in der 84. Minute durch einen Freistoß aus 35 Metern mit 2:1 in Führung gebracht hatte, setzte Scheller den Schlusspunkt zum 3:1 per Foulelfmeter in der Schlussminute. Während die Sechziger nach dem Spiel auf dem letzten Platz verblieben, waren die Bayern auf Platz 15 abgerutscht.
Wichtiger als dieser Derbysieg war Schellers Doppelpack zweieinhalb Jahre später gegen seinen ehemaligen Verein, den 1. FC Kaiserslautern. Es war das letzte Heimspiel der Saison 1979/80 und 1860 befand sich im Abstiegskampf. Um beruhigt zum letzten Auswärtsspiel nach Frankfurt reisen zu können, brauchte man unbedingt einen Sieg gegen die Pfälzer, die eine starke Saison spielten und den vierten Platz belegten. Bereits in der 14. Minute brachte Scheller seinen Verein durch einen Volleyschuss aus etwa 30 Metern in Führung. Im direkten Gegenzug sorgte Reiner Geye für den Ausgleich und zehn Minuten später für den Führungstreffer der Lautrer. Nachdem Erhard Hofeditz unmittelbar nach Wiederanpfiff der Ausgleich gelungen war, netzte Scheller in der Schlussminute den Siegtreffer für seine Löwen ein, als er dem schwedischen Weltklassetorhüter Ronnie Hellström aus zehn Metern Entfernung keine Abwehrchance ließ. Unmittelbar nach dem Spiel ließ Scheller seiner Freude über den vorzeitigen Klassenerhalt seiner Mannschaft freien Lauf und verkündete ohne jegliche Übertreibung: „Das ist der größte Tag meiner Laufbahn.“
Seinen zweiten Bundesligaabstieg mit den Münchner „Löwen“ erlebte Scheller aber am Ende der Saison 1980/81, als er in 33 Ligaeinsätzen sechs Tore erzielt hatte, seine Mannschaft aber auf dem 16. Rang stehend mit einem Punkt Rückstand zu Arminia Bielefeld in die 2. Bundesliga absteigen musste. Mit 6:28 Punkten war die Ausbeute in den Auswärtsspielen zu schwach um die Klasse halten zu können.

### Mainz: 2. Abschnitt, 1981 bis 1986
Scheller kehrte zur Runde 1981/82 wieder zum FSV Mainz 05 zurück und trat mit den Nullfünfern in der Amateuroberliga Südwest an. In seinem ersten Jahr nach der Rückkehr errang er unter Trainer Herbert Dörenberg die Vizemeisterschaft und trat danach im Wettbewerb um die deutsche Amateurmeisterschaft an. Der Rückkehrer war ein wesentlicher Bestandteil der sicheren Defensive, welche mit 37 Gegentreffern die beste Abwehrbilanz der Oberliga zustande gebracht hatte. Nach Erfolgen gegen SC Viktoria 04 Köln und im Halbfinale gegen FC Hertha 03 Zehlendorf setzte sich der FSV am 17. Juni 1982 im Finale mit 3:0 gegen die Amateure von Werder Bremen durch und Kapitän Scheller und Kollegen wurden dadurch deutscher Amateurmeister. Im zweiten Oberligajahr, 1982/83, hörte Trainer Dörenberg im März 1983 auf und am Rundenende belegten die Rot-Weißen unter Trainer Lothar Emmerich lediglich den 8. Rang. Die persönliche Bilanz von Routinier Scheller war mit 38 Ligaeinsätzen und zwölf Toren ganz ausgezeichnet gewesen. Er war damit gemeinsam mit Charly Mähn der erfolgreichste Mainzer Torschütze. Das wirkliche Können zeigten die Mainzer mit Scheller im DFB-Pokal. Am 16. Oktober 1982 trotzten sie dem FC Schalke 04 nach 90 Minuten ein 2:2 ab, verloren danach in der Verlängerung mit 3:6. In der Serie 1984/85 fiel Scheller mit Meniskusschaden längere Zeit aus und war dadurch in der Rückrunde nur in fünf Ligaspielen als Einwechselspieler zum Einsatz gekommen. Mit seinem Einsatz am letzten Rundenspieltag, den 16. Mai 1986, bei einer 0:2-Auswärtsniederlage beim FK Pirmasens, verabschiedete sich Herbert Scheller aus dem Ligabetrieb von Mainz 05.
Scheller spielte insgesamt elf Jahre im Trikot der 05er und brachte es dabei auf 532 Einsätze, womit er gleichzeitig Rekordspieler der Mainzer ist.

### Ausklang
Anschließend ließ er seine Spielerkarriere von 1986 bis 1988 bei seinem Heimatverein SV 1911 Gimbsheim ausklingen und war 1988/89 Trainer beim SV Wiesbaden. In späteren Jahren war er noch im Tischtennis aktiv und lebte im Großraum München.
Herbert Scheller starb am 19. April 2023 nach kurzer schwerer Krankheit.

## Stationen als Spieler
- 1970–1976 1. FSV Mainz 05
- 1976–1977 1. FC Kaiserslautern
- 1977–1981 TSV 1860 München
- 1981–1986 1. FSV Mainz 05
- 1986–1988 SV 1911 Gimbsheim